# Platymetopius exhereditus
Platymetopius exhereditus är en insektsart som beskrevs av Dlabola och Heller 1962. Platymetopius exhereditus ingår i släktet Platymetopius och familjen dvärgstritar. Inga underarter finns listade i Catalogue of Life.